# HMS Collingwood (1908)
O HMS Collingwood foi um couraçado operado pela Marinha Real Britânica e a segunda embarcação da Classe St Vincent, depois do HMS St Vincent e seguido pelo HMS Vanguard. Sua construção começou em fevereiro de 1908 no Estaleiro Real de Devonport e foi lançado ao mar em novembro do mesmo ano, sendo comissionado em abril de 1910. Era armado com uma bateria principal de dez canhões de 305 milímetros montados em cinco torres de artilharia duplas, tinha um deslocamento de mais de 23 mil toneladas e conseguia alcançar uma velocidade máxima de 21 nós.
O Collingwood teve um início de carreira tranquilo e passou seus primeiros anos na Frota Doméstica. Com o início da Primeira Guerra Mundial em 1914 passou a integrar a Grande Frota, porém pouco fez durante todo o conflito e passou a maior parte de seu tempo realizando patrulhas de rotina e treinamentos no Mar do Norte. Sua única ação ocorreu na virada de maio para junho de 1916 na Batalha da Jutlândia. Foi considerado obsoleto depois do fim da guerra e usado como navio-escola até ser colocado na reserva em 1919, sendo descomissionado em 1922 e desmontado.